# Cmentarz wojenny w Piotrkówku
Cmentarz wojenny w Piotrkówku – cmentarz z okresu I wojny światowej znajdujący się w gminie Krzczonów, powiat lubelski. Cmentarz znajduje się w lesie. Cmentarz o wymiarach 55 na 23 m, znajduje się tu jeden podłużny kopiec i kilka mniejszych, otoczony rowem. Pochowano tu ok. 640 żołnierzy. Na cmentarzu postawiono krzyż prawosławny i tablicę.
Pochowano tu około 640 żołnierzy z 1914 r. oraz 1915 r.
- ok. 451 żołnierzy austro-węgierskich
- ok. 190 żołnierzy armii carskiej

### Źródła
- trobal.pulawy.pl. trobal.pulawy.pl. [zarchiwizowane z tego adresu (2016-03-07)].
- wykaz cmentarzy wojennych, zachowanych
- rejestr zabytków Narodowego Instytutu Dziedzictwa